# Eriopus monilidontius
Eriopus monilidontius là một loài Rêu trong họ Hookeriaceae. Loài này được (Hampe) Paris mô tả khoa học đầu tiên năm 1900.